# Passeport nigérian
Le passeport nigérian est un document de voyage international délivré aux ressortissants nigérians, et qui peut aussi servir de preuve de la citoyenneté nigériane. 